# Rebecca Wiasak
Rebecca Wiasak (Geelong, 24 de maio de 1984) é uma desportista australiana que compete no ciclismo na modalidade de pista, especialista nas provas de perseguição.
Ganhou três medalhas no Campeonato Mundial de Ciclismo em Pista entre os anos 2015 e 2017.

## Medalheiro internacional
| Campeonato Mundial | Campeonato Mundial      | Campeonato Mundial | Campeonato Mundial      |
| Ano                | Lugar                   | Medalha            | Competição              |
| ------------------ | ----------------------- | ------------------ | ----------------------- |
| 2015               | Saint-Quentin ( França) | Medalha de ouro    | Perseguição individual  |
| 2016               | Londres ( Reino Unido)  | Medalha de ouro    | Perseguição individual  |
| 2017               | Hong Kong ( China)      | Medalha de prata   | Perseguição por equipas |